# هورنی مزیریتشکو

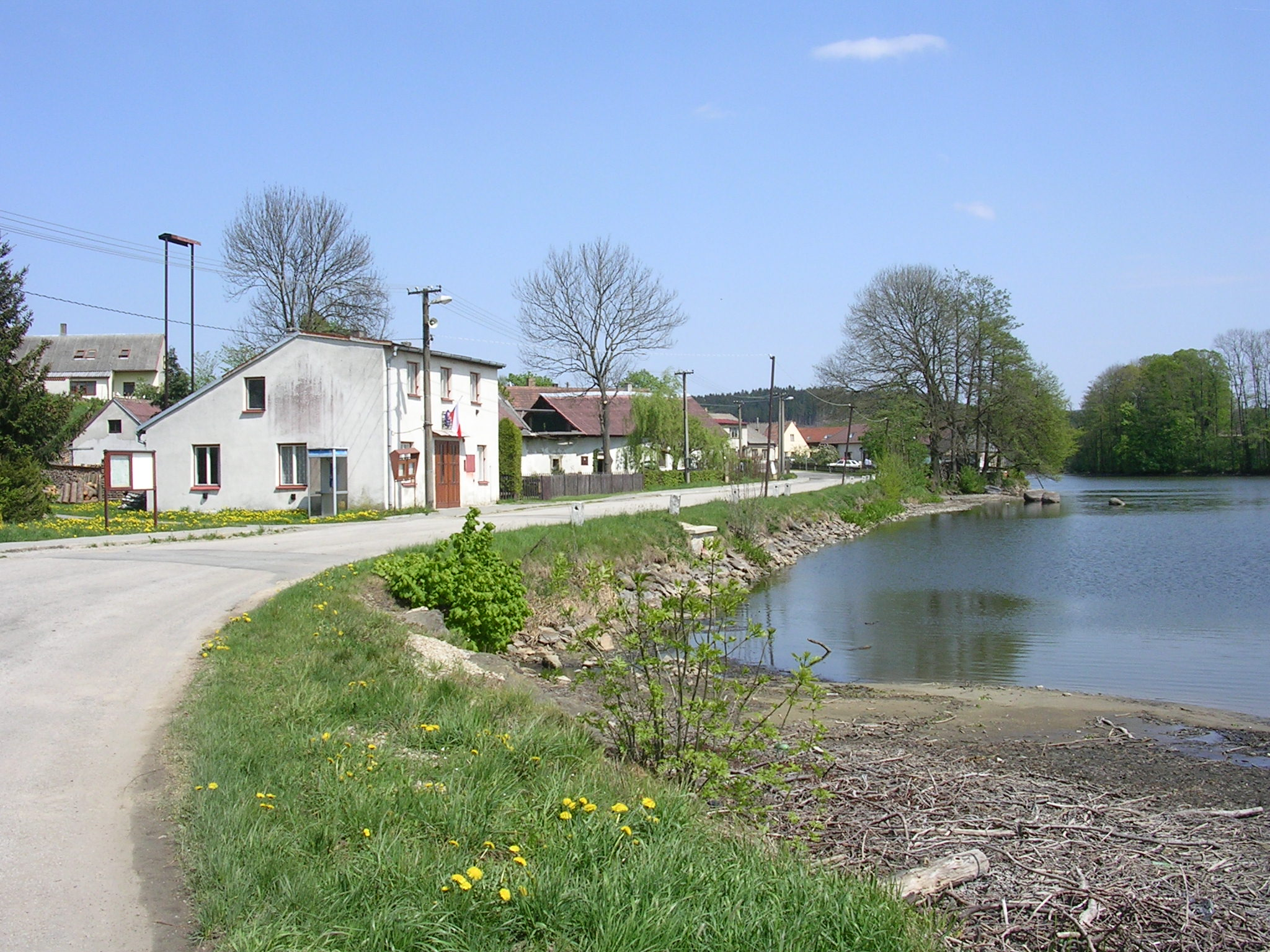
منطقه مسکونی هورنی مزیریتشکو

هورنی مزیریتشکو (به چکی: Horní Meziříčko) یک منطقهٔ مسکونی در جمهوری چک است که در ناحیه ییندریخوف هرادتس واقع شده‌است. هورنی مزیریتشکو ۴٫۳۹ کیلومتر مربع مساحت و ۱۰۰ نفر جمعیت دارد و ۵۵۵ متر بالاتر از سطح دریا واقع شده‌است.